# 蘭登鎮區 (北達科他州卡弗利爾縣)
蘭登鎮區（英語：Langdon Township）是位於美國北達科他州卡弗利爾縣的一個鎮區。

## 地方資料
蘭登鎮區的面積為93.57平方千米，當中陸地面積為93.13平方千米，而水域面積為0.44平方千米。根據2020年美國人口普查的數據，當地共有人口31人，而人口密度為每平方千米0.33人。